# Кормісі
Кормісі́ (фр. Cormicy) — муніципалітет у Франції, у регіоні Гранд-Ест, департамент Марна. Населення — 1509 осіб (01.01.2021).
Муніципалітет розташований на відстані близько 130 км на північний схід від Парижа, 60 км на північний захід від Шалон-ан-Шампань.

## Історія
До 2015 року муніципалітет перебував у складі регіону Шампань-Арденни. Від 1 січня 2016 року належить до нового об'єднаного регіону Гранд-Ест.
1 січня 2017 року до Кормісі приєднали колишній муніципалітет Жернікур.

## Демографія
Динаміка населення (INSEE ):
Розподіл населення за віком та статтю (2006):
| Стать | Всього | До 15 років | 15-24 | 25-44 | 45-64 | 65-85 | Понад 85 |
| --- | ------ | ----------- | ----- | ----- | ----- | ----- | -------- |
| Чоловіки | 671    | 182         | 49    | 215   | 164   | 61    | 0        |
| Жінки | 648    | 155         | 49    | 221   | 166   | 45    | 12       |
| \| Статево-вікова піраміда \| Статево-вікова піраміда \| Статево-вікова піраміда \| \| ----------------------- \| ----------------------- \| ----------------------- \| \| Чоловіки \| Вік \| Жінки \| \| 0 \| 85 + \| 12 \| \| 8 \| 80-84 \| 11 \| \| 15 \| 75-79 \| 4 \| \| 15 \| 70-74 \| 19 \| \| 23 \| 65-69 \| 11 \| \| 27 \| 60-64 \| 11 \| \| 53 \| 55-59 \| 45 \| \| 42 \| 50-54 \| 68 \| \| 42 \| 45-49 \| 42 \| \| 68 \| 40-44 \| 42 \| \| 72 \| 35-39 \| 91 \| \| 45 \| 30-34 \| 61 \| \| 30 \| 25-29 \| 27 \| \| 15 \| 20-24 \| 19 \| \| 34 \| 15-20 \| 30 \| \| 19 \| 10-14 \| 64 \| \| 91 \| 5-9 \| 42 \| \| 72 \| 0-4 \| 49 \| |        |             |       |       |       |       |          |
| Статево-вікова піраміда |        |             |       |       |       |       |          |
| Чоловіки | Вік    | Жінки       |       |       |       |       |          |
| 0 | 85 +   | 12          |       |       |       |       |          |
| 8 | 80-84  | 11          |       |       |       |       |          |
| 15 | 75-79  | 4           |       |       |       |       |          |
| 15 | 70-74  | 19          |       |       |       |       |          |
| 23 | 65-69  | 11          |       |       |       |       |          |
| 27 | 60-64  | 11          |       |       |       |       |          |
| 53 | 55-59  | 45          |       |       |       |       |          |
| 42 | 50-54  | 68          |       |       |       |       |          |
| 42 | 45-49  | 42          |       |       |       |       |          |
| 68 | 40-44  | 42          |       |       |       |       |          |
| 72 | 35-39  | 91          |       |       |       |       |          |
| 45 | 30-34  | 61          |       |       |       |       |          |
| 30 | 25-29  | 27          |       |       |       |       |          |
| 15 | 20-24  | 19          |       |       |       |       |          |
| 34 | 15-20  | 30          |       |       |       |       |          |
| 19 | 10-14  | 64          |       |       |       |       |          |
| 91 | 5-9    | 42          |       |       |       |       |          |
| 72 | 0-4    | 49          |       |       |       |       |          |

## Економіка
2010 року серед 905 осіб працездатного віку (15—64 років) 704 були активними, 201 — неактивною (показник активності 77,8%, у 1999 році було 68,1%). З 704 активних мешканців працювали 662 особи (355 чоловіків та 307 жінок), безробітними було 42 (18 чоловіків та 24 жінки). Серед 201 неактивної 71 особа була учнем чи студентом, 72 — пенсіонерами, 58 були неактивними з інших причин.

У 2010 році в муніципалітеті числилось 522 оподатковані домогосподарства, у яких проживали 1473,0 особи, медіана доходів виносила 21 224 євро на одного особоспоживача